# Horizonte (canção)
Horizonte é uma canção da cantora brasileira Claudia Leitte, contida em seu álbum de estreia Ao Vivo em Copacabana (2008). A canção foi lançada em 8 de junho de 2009 como o quarto e último single do disco. Foi produzida por Sérgio Rocha e Robson Nonato e composta por Tito, fã com quem Claudia interage no início da faixa. Uma versão remix feita pelo DJ Tom Hopkins da canção foi lançada nas rádios para impulsionar as execuções.

## Composição e gravação
Composta por Tito, Claudia Leitte ouviu a canção pela primeira vez através de seu produtor. Ao ouvir a canção, Leitte decidiu incluí-la no repertório de seu primeiro álbum solo.
A gravação da faixa ocorreu no dia 17 de fevereiro de 2008, na praia de Copacabana no Rio de Janeiro. Antes de iniciar a canção, Claudia faz uma homenagem ao seus fãs e ao compositor Tito: "Eu quero fazer essa celebração em homenagem aos meus fãs, através de um fã muito querido, chamado Tito, que está ali no ombro de Bomba já. Ele é um fã talentosíssimo, tem uma voz linda, e compôs uma música. E eu vou gravar agora pra vocês, uma música feita por um fã meu. Tito, obrigada, te amo de verdade."
Em uma entrevista para o site Mr. Balada, Tito falou da sensação de ter uma música gravada por Claudia Leitte: "Surpreso, muitas vezes quando me pego pensando, fico surpreso. Mas é uma alegria muito grande, principalmente pela pessoa que a Claudia é, simples, cara lavada, generosa. A gravação de "Horizonte" por ela foi um respiro fundo pra mim, um alívio, certeza de estar caminhando. Presente inesquecível."

## Desempenho comercial
Quando a parada musical oficial Billboard Brasil foi criada, o desempenho do single estava diminuindo. Na primeira edição da revista, Horizonte se encontrava na 19ª posição na parada Brasil Hot 100 Airplay e na segunda posição no ranking Brasil Regional Salvador Hot Songs.

## Versões
- "Horizonte" (Versão do álbum) - 4:14
- "Horizonte" (Radio Edit) - 4:02
- "Horizonte" (DJ Tom Hopkins Remix) - 3:57
- "Horizonte" (DJ Tom Hopkins Extended Remix) - 5:23

## Videoclipe
Um videoclipe para a canção foi elaborado por Leitte e dirigido por LP Simonetti e Inês Vergara, contendo cenas das estreias das turnês Beija Eu e Sette. Foram rodadas cenas na Favela da Rocinha, Rio de Janeiro em 15 de março de 2009 e no Farol da Barra, Salvador em 2 de julho de 2009. O videoclipe viria em um DVD extra no disco "Sette", cujo Leitte pretendia lançar no final de 2009 junto com outro seis videoclipes. Ao sair da Universal Music e integrar o catálogo de artistas da Sony Music, a ideia foi deixada de lado e o videoclipe nunca foi lançado até então.

## Desempenho nas paradas musical

### Paradas mensais
| Parada (2009)                                | Melhor posição |
| -------------------------------------------- | -------------- |
| Billboard Brasil Hot 100                     | 19             |
| Billboard Brasil Regional Salvador Hot Songs | 2              |